# Équipe du Lesotho de football
Cet article traite de l'équipe masculine. Pour l'équipe féminine, voir Équipe du Lesotho féminine de football.
Maillots
Actualités
L'équipe du Lesotho de football est constituée par une sélection des meilleurs joueurs lésothiens sous l'égide de la Fédération du Lesotho de football.

## Histoire

### Classement FIFA
| Année              | 1993 | 1994 | 1995 | 1996 | 1997 | 1998 | 1999 | 2000 | 2001 | 2002 | 2003 | 2004 | 2005 | 2006 | 2007 | 2008 | 2009 | 2010 | 2011 | 2012 | 2013 | 2014 | 2015 | 2016 | 2017 | 2018 | 2019 | 2020 |
| ------------------ | ---- | ---- | ---- | ---- | ---- | ---- | ---- | ---- | ---- | ---- | ---- | ---- | ---- | ---- | ---- | ---- | ---- | ---- | ---- | ---- | ---- | ---- | ---- | ---- | ---- | ---- | ---- | ---- |
| Classement mondial | 138  | 135  | 149  | 162  | 149  | 140  | 154  | 136  | 126  | 132  | 120  | 144  | 145  | 160  | 154  | 161  | 150  | 170  | 147  | 159  | 138  | 123  | 153  | 141  | 145  | 146  | 139  | 143  |

## Sélection actuelle
Voici les joueurs appelés pour disputer des matchs de la COSAFA Cup 2024
Mise à jour le 17 juillet 2024
| N°         | Nom                   | Date de naissance | Sélections (buts) | Club           |
| ---------- | --------------------- | ----------------- | ----------------- | -------------- |
| Gardiens   |                       |                   |                   |                |
| 12         | Tankiso Chaba         | 27 décembre 1995  | 1 (0)             | Lesotho CS     |
| 22         | Ntsane Molise         | 30 juillet 1994   | 0 (0)             | Linare FC      |
| 1          | Sekhoane Moerane      | 18 septembre 1997 | 23 (0)            | Orbit College  |
| Défenseurs |                       |                   |                   |                |
| 19         | Thabang Malane        | 10 juin 1997      | 19 (0)            | Lesotho CS     |
| 3          | Motlomelo Mkhwanazi   | 5 novembre 1994   | 18 (1)            | Bantu FC       |
| 4          | Rethabile Rasethuntsa | 22 novembre 1994  | 22 (1)            | Linare FC      |
| 17         | Fusi Matlabe          | 23 mai 2000       | 2 (0)             | Mpheni FC      |
| 13         | Rethabile Mokokoane   | 6 avril 1998      | 7 (1)             | Matlama FC     |
| Milieux    |                       |                   |                   |                |
| 11         | Tshwarelo Bereng      | 30 octobre 1990   | 22 (2)            | Orbit College  |
| 6          | Lisema Lebokollane    | 24 février 1993   | 24 (0)            | Matlama FC     |
| 23         | Thabo Makhele         | 17 décembre 1994  | 5 (0)             | Chippa United  |
| 7          | Thabo Matsoele        | 23 mai 1993       | 6 (0)             | Matlama FC     |
| 18         | Tlotisso Phatsisi     | 26 mai 1999       | 3 (0)             | Black Leopards |
| 20         | Thato Sefoli          | 22 mai 1995       | 1 (0)             | Upington City  |
| -          | Lehlohonolo Fothoane  | 23 février 1997   | 19 (1)            | Bantu FC       |
| 2          | Lehlohonolo Matsau    | 6 mars 1997       | 3 (0)             | Royal Lesotho  |
|            | Neo Mokhachane        | 22 septembre 1996 | 13 (3)            | Bantu FC       |
|            | Tsepang Sefali        | 7 juillet 1996    | 10 (0)            | Bantu FC       |
|            | Jane Thabantso        | 22 janvier 1996   | 32 (8)            | Matlama FC     |
| Attaquants |                       |                   |                   |                |
| 10         | Tumelo Khutlang       | 23 octobre 1995   | 19 (2)            | Lioli FC       |
| 15         | Motebang Sera         | 1er mai 1995      | 33 (7)            | Royal AM       |
| 16         | Katleho Makateng      | 20 septembre 1998 | 11 (3)            | Richards Bay   |
|            | Tsepo Toloane         | 15 juillet 1997   | 26 (0)            | Royal Lesotho  |

## Palmarès

### Parcours enCoupe du monde
| Année | Position     |      | Année         | Position |                        | Année | Position |
| 1930  | Non inscrite | 1974 | Non qualifiée | 2010     | Non qualifiée          |       |          |
| 1934  | Non inscrite | 1978 | Forfait       | 2014     | Non qualifiée          |       |          |
| 1938  | Non inscrite | 1982 | Non qualifiée | 2018     | Non qualifiée          |       |          |
| 1950  | Non inscrite | 1986 | Forfait       | 2022     | Non qualifiée          |       |          |
| 1954  | Non inscrite | 1990 | Forfait       | 2026     | Éliminatoires en cours |       |          |
| 1958  | Non inscrite | 1994 | Non inscrite  | 2030     | À venir                |       |          |
| 1962  | Non inscrite | 1998 | Non inscrite  | 2034     | À venir                |       |          |
| 1966  | Non inscrite | 2002 | Non qualifiée |          |                        |       |          |
| 1970  | Non inscrite | 2006 | Non qualifiée |          |                        |       |          |

### Parcours enCoupe d'Afrique
| Année | Position          |      | Année                         | Position |                   | Année   | Position |
| 1957  | Non inscrite      | 1982 | Tour préliminaire             | 2006     | Tour préliminaire |         |          |
| 1959  | Non inscrite      | 1984 | Forfait                       | 2008     | Tour préliminaire |         |          |
| 1962  | Non inscrite      | 1986 | Non inscrite                  | 2010     | Tour préliminaire |         |          |
| 1963  | Non inscrite      | 1988 | Forfait                       | 2012     | Non inscrite      |         |          |
| 1965  | Non inscrite      | 1990 | Non inscrite                  | 2013     | Tour préliminaire |         |          |
| 1968  | Non inscrite      | 1992 | Non inscrite                  | 2015     | Tour préliminaire |         |          |
| 1970  | Non inscrite      | 1994 | Tour préliminaire             | 2017     | Tour préliminaire |         |          |
| 1972  | Non inscrite      | 1996 | Forfait                       | 2019     | Tour préliminaire |         |          |
| 1974  | Tour préliminaire | 1998 | Banni pour le forfait de 1996 | 2021     | Tour préliminaire |         |          |
| 1976  | Forfait           | 2000 | Tour préliminaire             | 2023     | Tour préliminaire |         |          |
| 1978  | Non inscrite      | 2002 | Tour préliminaire             | 2025     | À venir           |         |          |
| 1980  | Tour préliminaire | 2004 | Tour préliminaire             |          | 2027              | À venir |          |

### Autres compétitions
- Finaliste de la Coupe COSAFA en 2000 et en 2023
- Troisième de la Coupe COSAFA en 2018

## Sélectionneurs
| - April Phumo (1979–1995) - Lefa Ramakau (2000–??) - Monaheng Monyane (2003–2004) - Antoine Hey (2004–2006) | - Motheo Mohapi (2006–2007) - Zaviša Milosavljević (2007–2009) - Leslie Notsi (2009, intérim) - Leslie Notsi (2011–2013) | - Seephephe Matete (janvier 2014-2016) - Moses Maliehe (2017-août 2019) - Thabo Senong (août 2019-février 2022) - Veselin Jelušić (depuis février 2022) |